# إجاص بخاري
إجاص بخاري (الاسم العلمي:Pyrus bucharica) هو نوع هجين من النباتات يتبع جنس الإجاص من الفصيلة الوردية.